# دومينيك كالفيرت ليوين
دومينيك ناثانيل كالفيرت ليوين (بالإنجليزية: Dominic Nathaniel Calvert-Lewin) (16 مارس 1997 في شفيلد، إنجلترا - ) هو لاعب كرة قدم إنجليزي يلعب لليدز يونايتد في الدوري الإنجليزي الممتاز ومنتخب إنجلترا لكرة القدم في مركز الهجوم. 

## وصلات خارجية
دومينيك كالفيرت ليوين على موقع الاتحاد الدولي (مؤرشف)  (الإنجليزية)
- دومينيك كالفيرت ليوين على موقع الاتحاد الأوربي (الإنجليزية)
- دومينيك كالفيرت ليوين على موقع إي إس بي إن إف سي (الإنجليزية)
- دومينيك كالفيرت ليوين على موقع قاعدة بيانات كرة القدم.إي يو (الإنجليزية)
- دومينيك كالفيرت ليوين على موقع ناشيونال فوتبول تيمز (الإنجليزية)
- دومينيك كالفيرت ليوين على موقع Soccerbase.com (لاعب) (الإنجليزية)
- دومينيك كالفيرت ليوين على موقع Soccerway.com (الإنجليزية)
- دومينيك كالفيرت ليوين على موقع عالم كرة القدم.نت (الإنجليزية)